# پاسکال کوست
پاسکال کوست (۱۷۸۷ مارسی - ۱۸۷۹ مارسی) نقاش و معمار و خاورشناس فرانسوی بود.

## سفر به ایران
پاسکال کوست همراه با اوژن فلاندن (نقاش) در زمان محمدشاه قاجار در سال ۱۲۲۰ هجری شمسی به ایران سفر کرد. علاوه بر نقاشی‌های فلاندن، کوست نیز طراحی‌ها و نقشه‌هایی از آثار تاریخی ایران رسم کرد. این نقاشی‌ها و طراحی‌ها وضعیت بناهای تاریخی ایران در آن زمان را روشن می‌کند و همچنین نقشه‌های بناهای از میان رفته (مانند قصر قاجار و کاخ آیینه‌خانه) ارزش فراوان دارند.
آنها تقریباً تمامی آثار تاریخی و باستانی سراسر ایران (به جز خراسان و حاشیه دریای خزر) را مورد بازدید قرار دادند و از تمام بناهای ارزشمند طراحی و نقاشی خلق نمودند، از جمله: قزوین، اصفهان، شیراز، تهران، آذربایجان، همدان و بروجرد و نیز تخت جمشید، بیشاپور، بیستون، کنگاور، نهاوند و فیروزآباد.

## کتاب‌ها
- نقشه‌های مصر سفلی. تهیه ۱۸۱۸–۱۸۲۷
- در باب میزسنگ‌های درگواینیان.
- معماری عربی و بناهای قاهره. ۱۸۱۸ تا ۱۸۲۶. انتشار ۱۸۳۷
- سفر در ایران. (نویسندگان کوست و فلاندن) تهیه: سال‌های ۱۸۴۰ تا ۱۸۴۲. انتشار ۱۸۵۱
- عمارت‌های ایران مدرن. انتشار ۱۸۶۷
- کلیسای جامع سنت‌پترزبورگ. ۱۸۷۴
- ساختمان لابورس مارسی. ۱۸۷۴
- خاطرات یک هنرمند. ۱۸۷۴
- یادداشت‌ها و سوغات‌ها گرینه‌ای از کارهای۱۸۱۷ تا ۱۸۷۷ انتشار: ۱۸۷۸

## ترجمه به فارسی
سفرنامۀ پاسکال کوست و اوژن فلاندن به زبان فارسی ترجمه شده و به همراه نقاشی‌ها و گراورهای آن‌ها با مشخصات زیر به چاپ رسیده‌است:
- ایران در سفرنامه‌ها، مجموعه تابلو از سفرنامۀ اوژن فلاندن و پاسکال کست: آثار معماری ایران پیش از اسلام، پس از اسلام و ...، اوژن فلاندن، پاسکال کست، تهران: فرهنگسرا یساولی، ۱۳۷۴.
- ایران قاجار: از دیدگاه دو هنرمند فرانسوی اوژن فلاندن و پاسکال کست ۴۱-۱۸۳۹ م‍ی‍لادی‌، ۵۷-۱۲۵۵ ه‍ج‍ری‌ ق‍م‍ری‌، نگارش فارسی و انگلیسی کریم امامی، تهران: ن‍گ‍ار ، ۱۳۷۷، زرین و سیمین‏‫، ۱۳۹۳، مؤسسۀ نگارش الکترونیک کتاب‏‫، ۱۳۹۴.
- م‍ع‍م‍اری‌ ای‍ران‍ی‌ از ن‍گ‍اه‌ ت‍ص‍وی‍ر، پ‍ژوه‍ش‌ م‍ح‍م‍د ع‍ل‍ی‍دوس‍ت‌، ب‍راس‍اس‌ طرح‌ه‍ای‌ اوژن‌ ف‍لان‍دن‌ و پ‍اس‍ک‍ال‌ ک‍س‍ت‌، ت‍ه‍ران‌: وزارت‌ ف‍ره‍ن‍گ‌ و ارش‍اد اس‍لام‍ی‌، س‍ازم‍ان‌ چ‍اپ‌ و ان‍ت‍ش‍ارات‌‏‫، ۱۳۷۵، سازمان اوقاف و امور خیریه، سازمان چاپ و انتشارات، ‏‫۱۳۹۲.
- سفرنامۀ اوژن فلاندن بایران در سال‌های ۱۸۴۰ - ۱۸۴۱، اوژن فلاندن ، ترجمۀ حسین نورصادقی، [بی‌جا: بی‌نا]، نقش جهان: ۱۳۲۴، اشراقی‏‫، ۱۳۵۶.
- سفر به ایران (تصویری از ایران دوران قاجار)‬، اوژن فلاندن [و پاسکال کست]، شرح تصاویر از پاتریک و اولین گروژان، برگردان به فارسی عباس آگاهی، ویرایش و توضیحات حشمت‌الله انتخابی، اصفهان: نقش مانا‏‫، ۱۳۹۳.

## نگارخانه
نمونه‌هایی از نقاشی‌ها و طراحی‌های پاسکال کوست از بناهای تاریخی ایران:

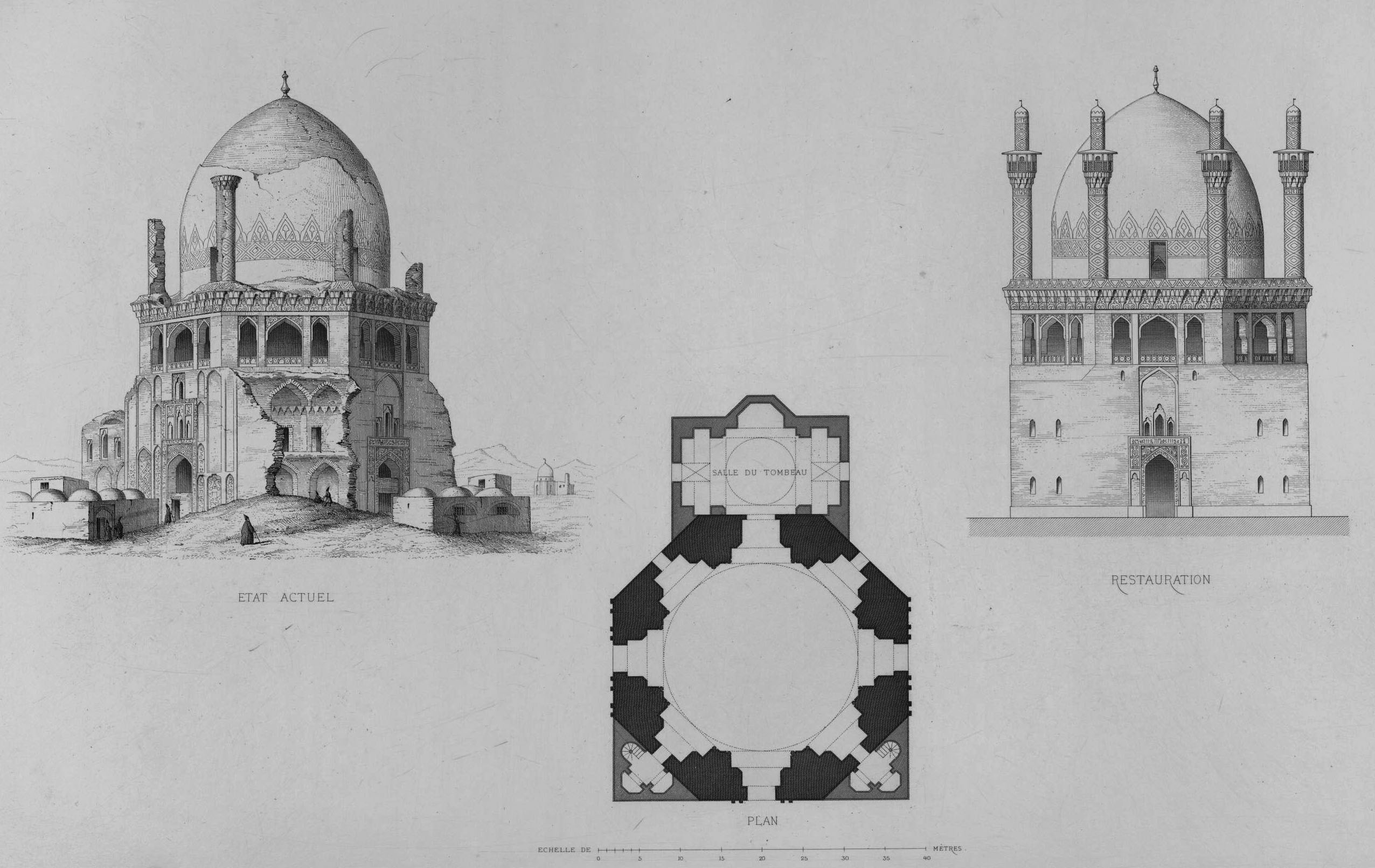
مسجد شاه خدا بنده در سلطانیه
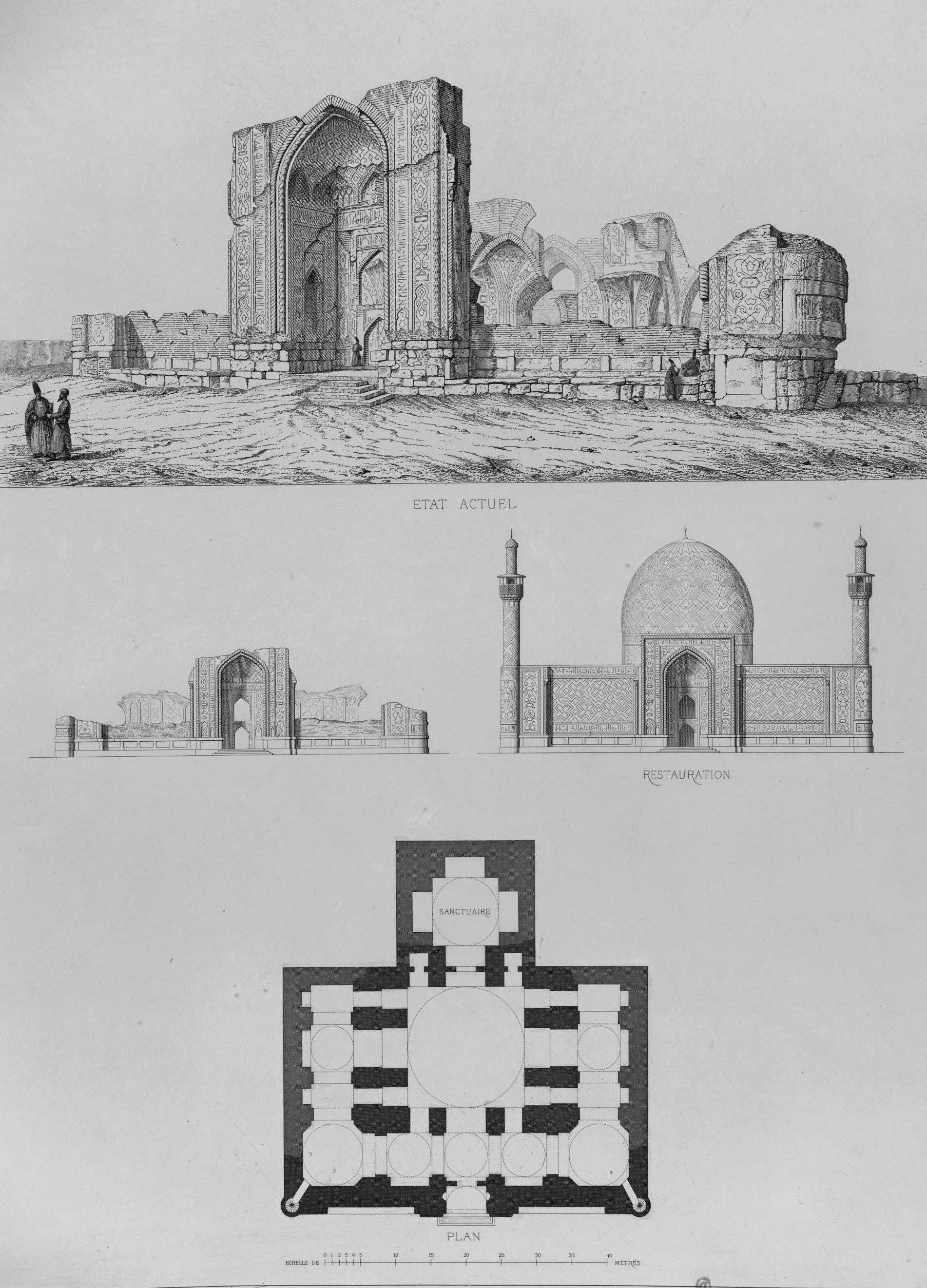
مسجد سنی (مسجد کبود) ، تبریز
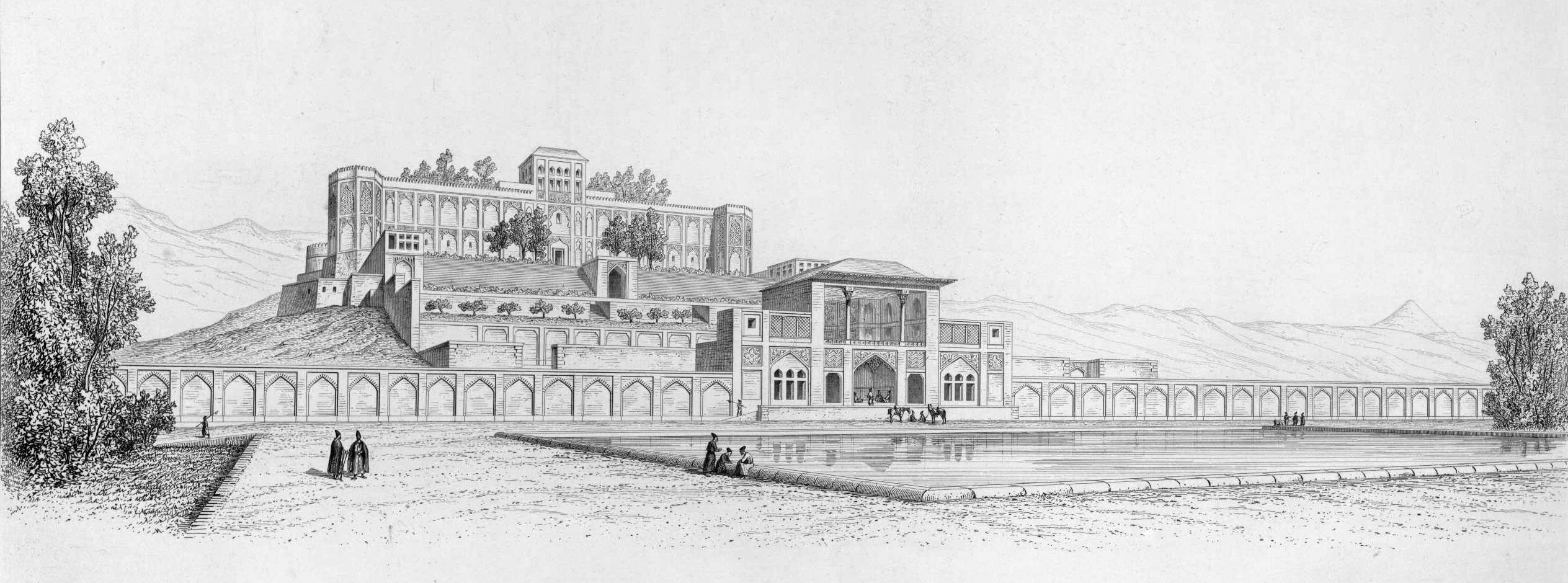
چشم انداز، قصر قاجار
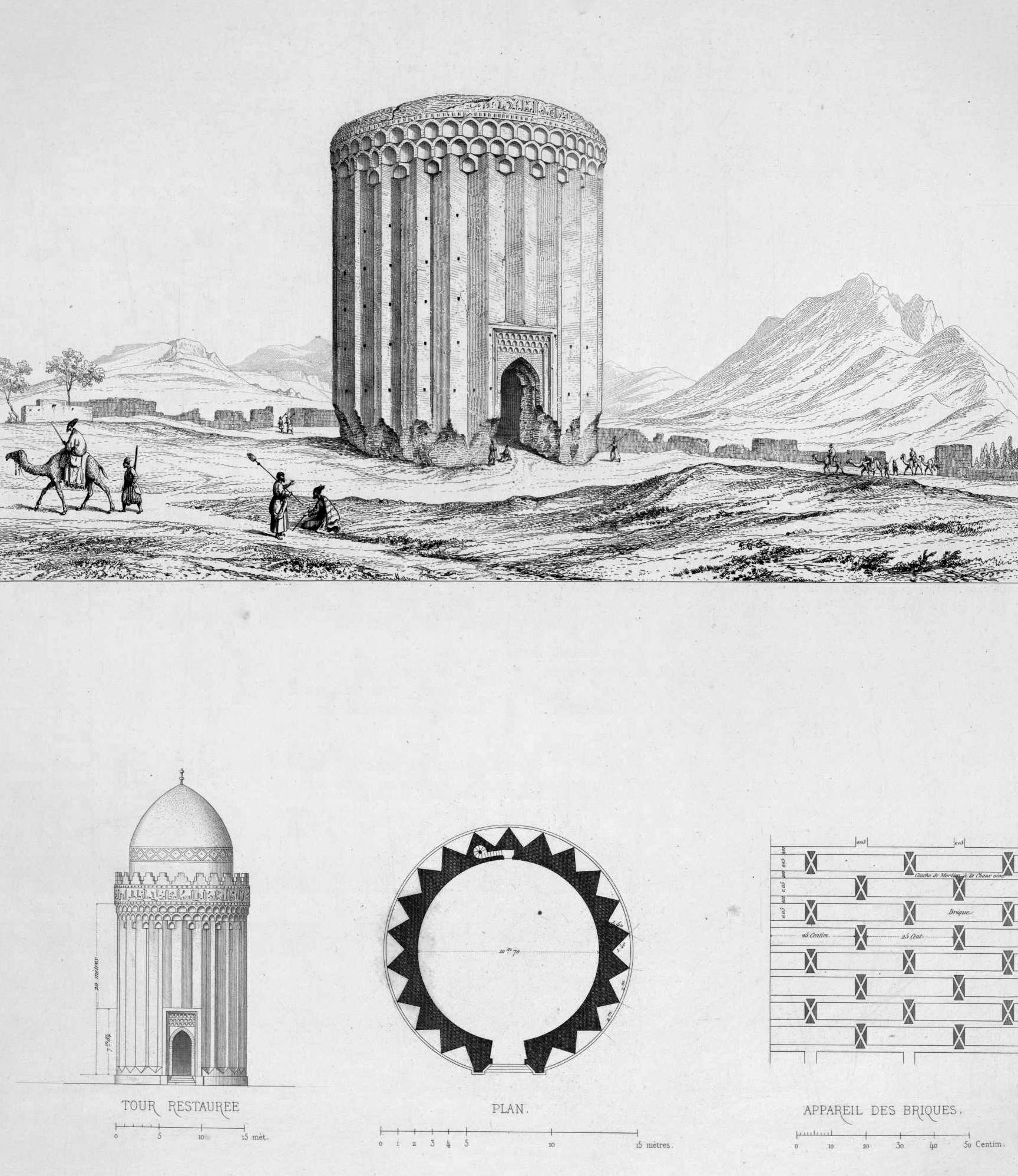
جزئیات برج‌آجری (طغرل) ویرانه‌های ری
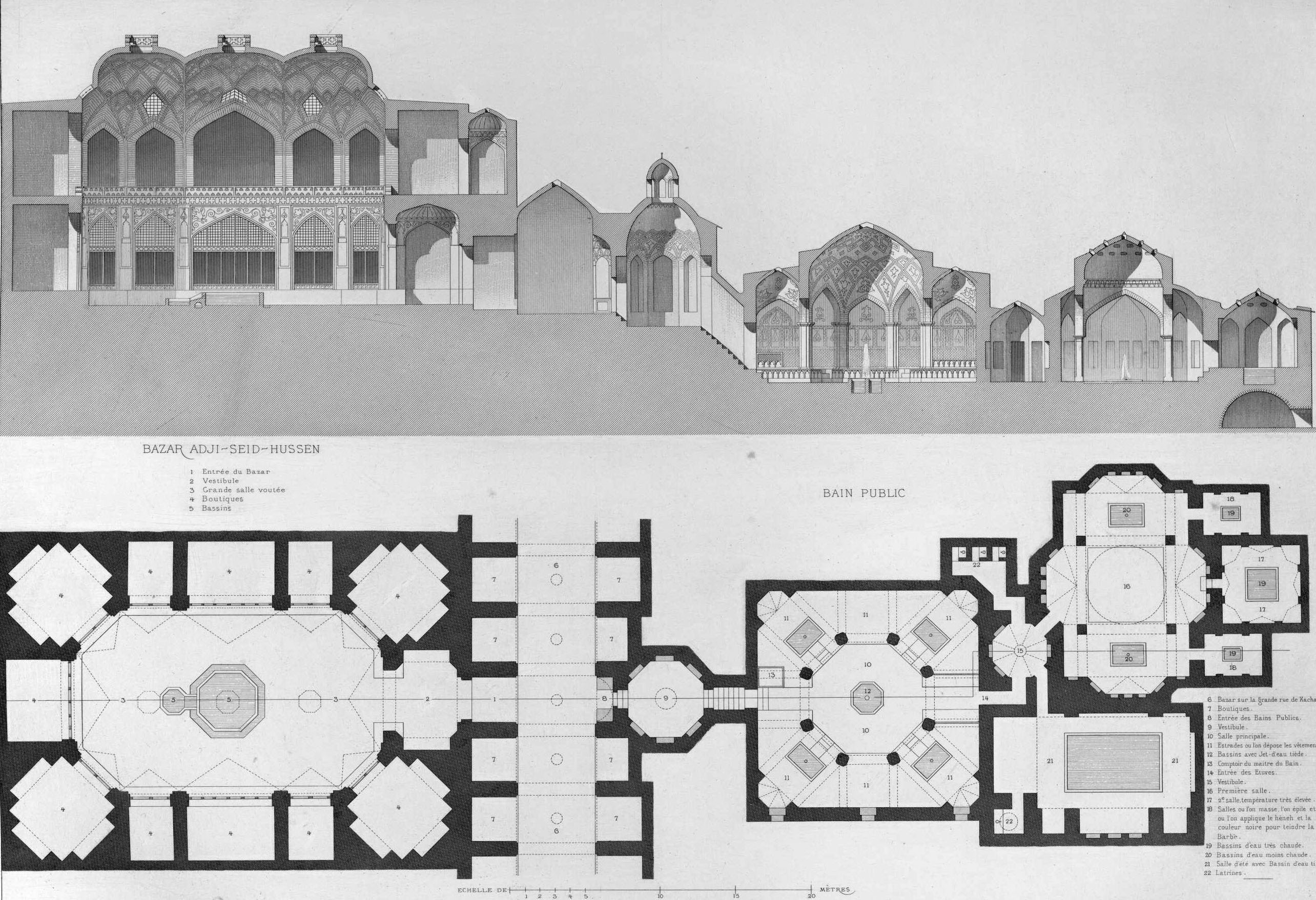
نقشه بازار و حمام حاج سید حسین (صباغ)
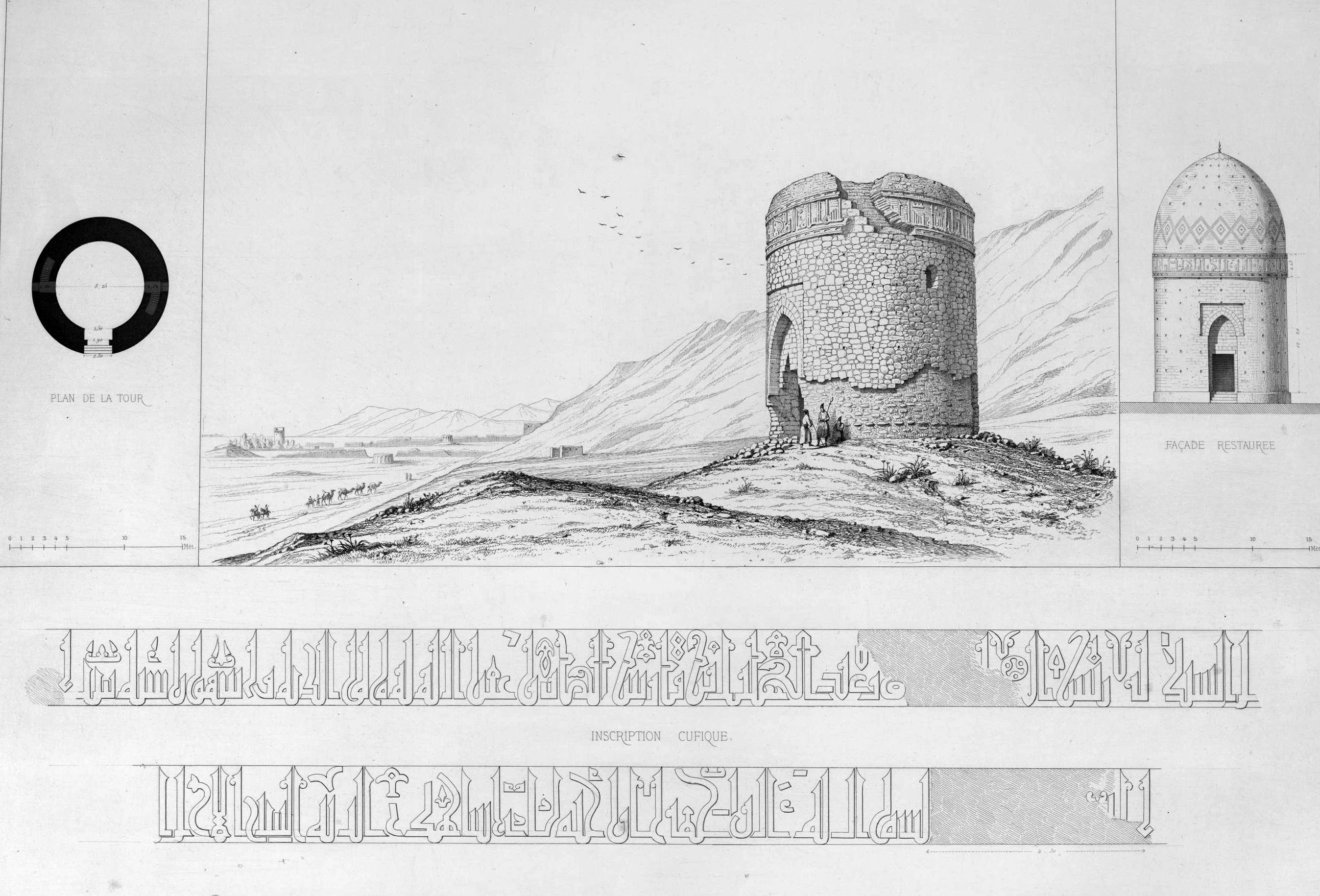
جزئیات‌برج‌سنگی(گنبدفخرالدوله گورستان سلطنتی‌آل‌بویه)،ویرانه‌های‌ری،کوه نقارخانه
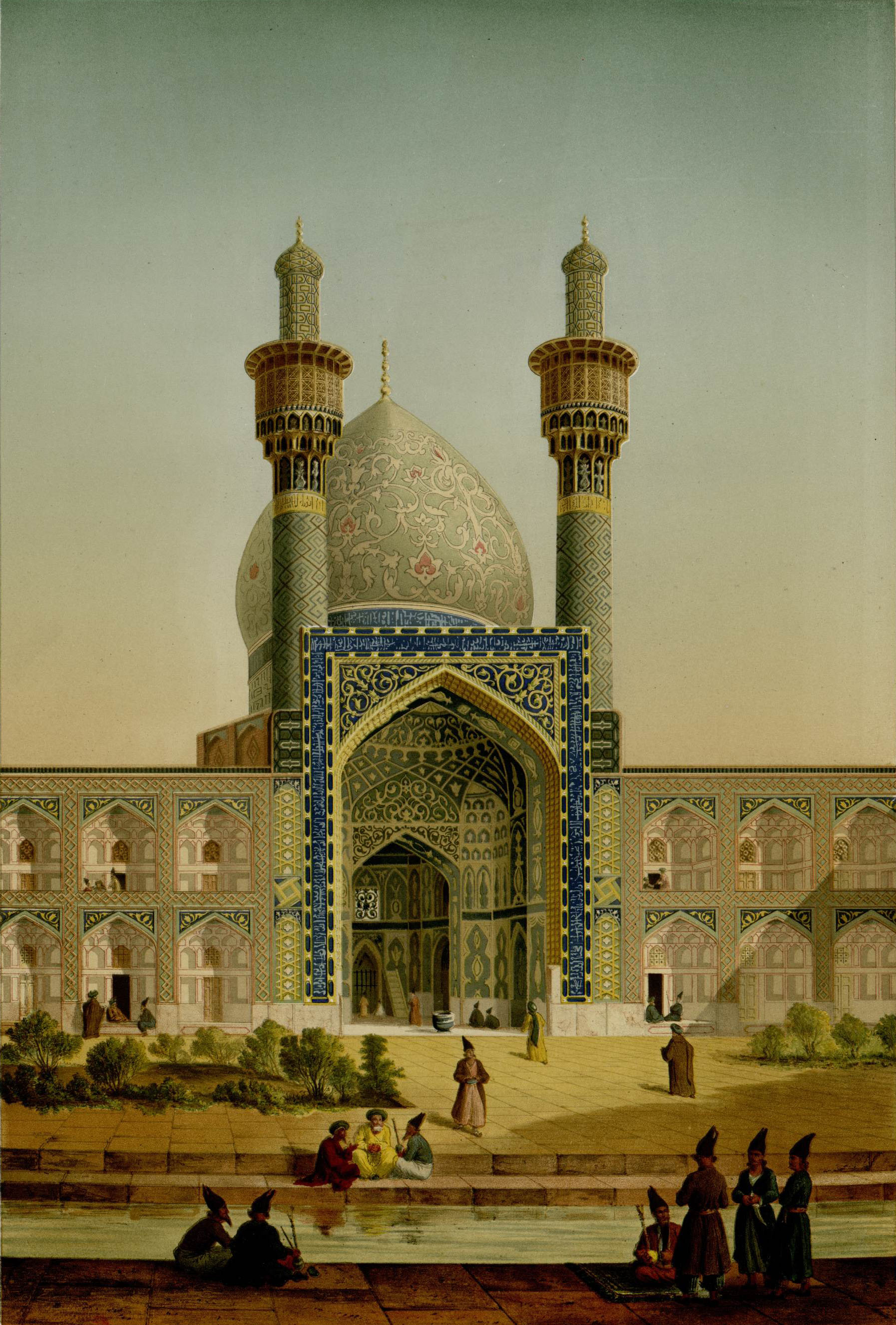
مدرسه مادر شاه سلطان حسین، نمای خارجی
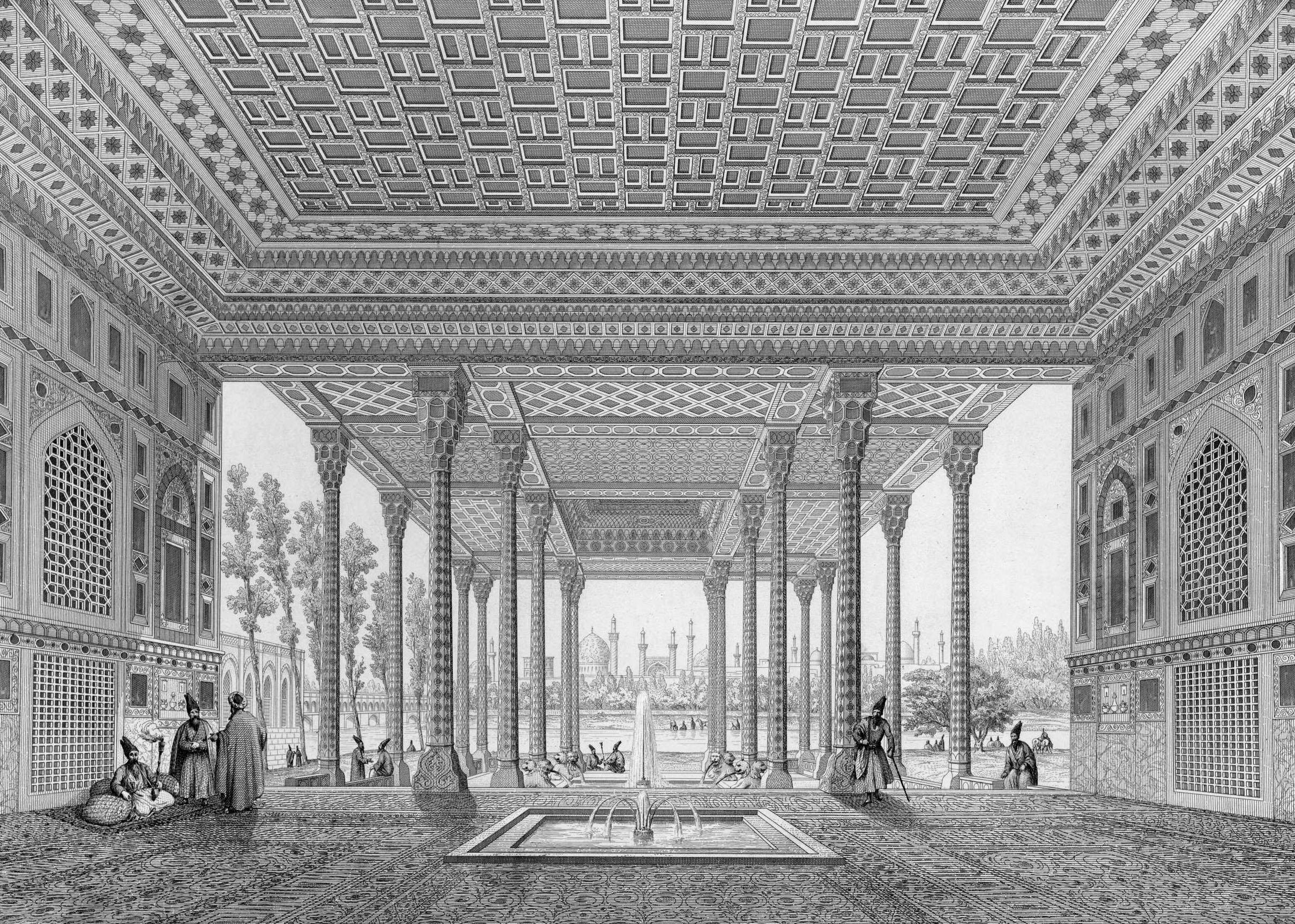
پاویون کوشک آیینه (خانه)، چشم‌انداز داخلی
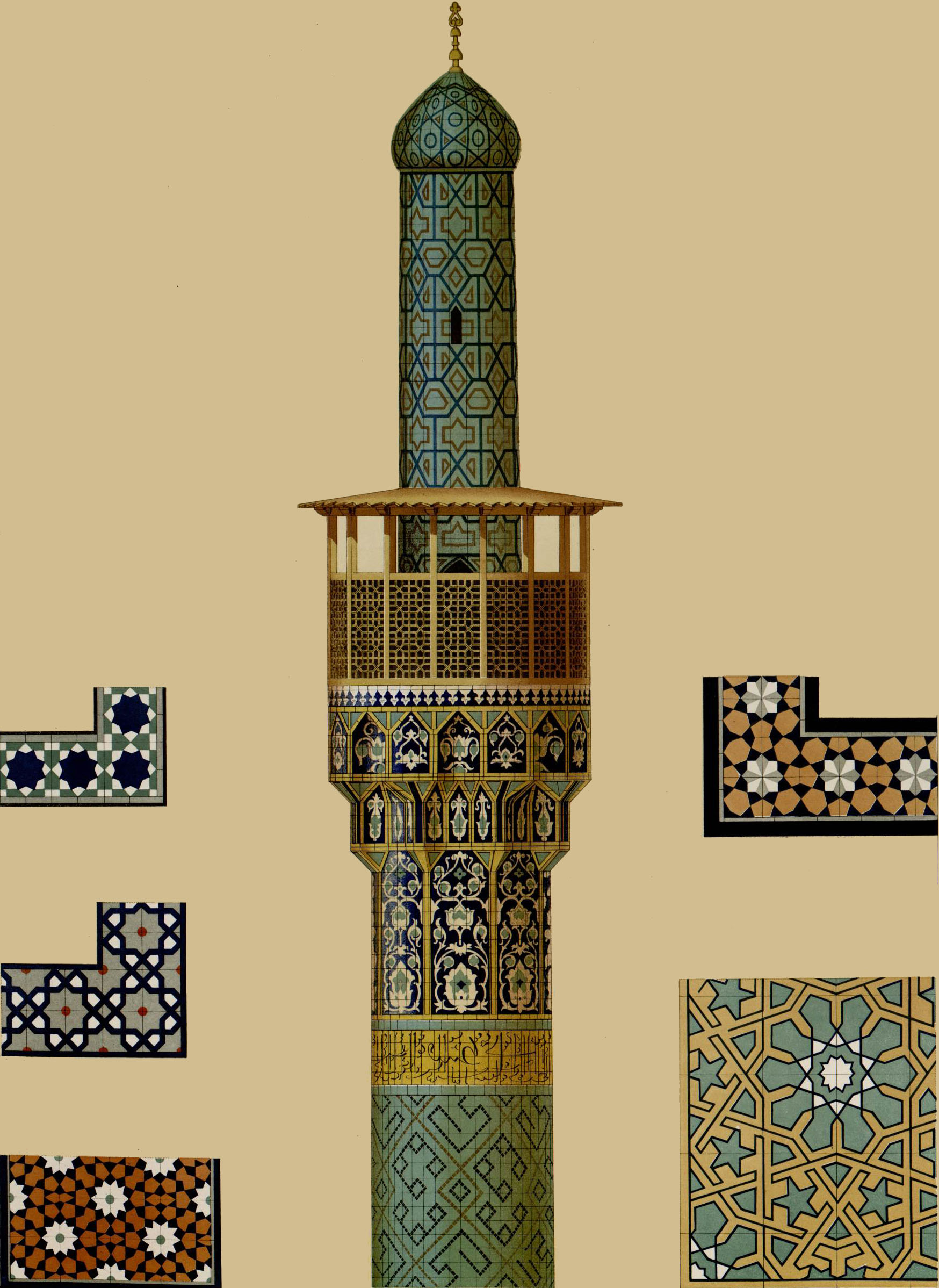
جزئیات منارهٔ مدرسهٔ مادر شاه
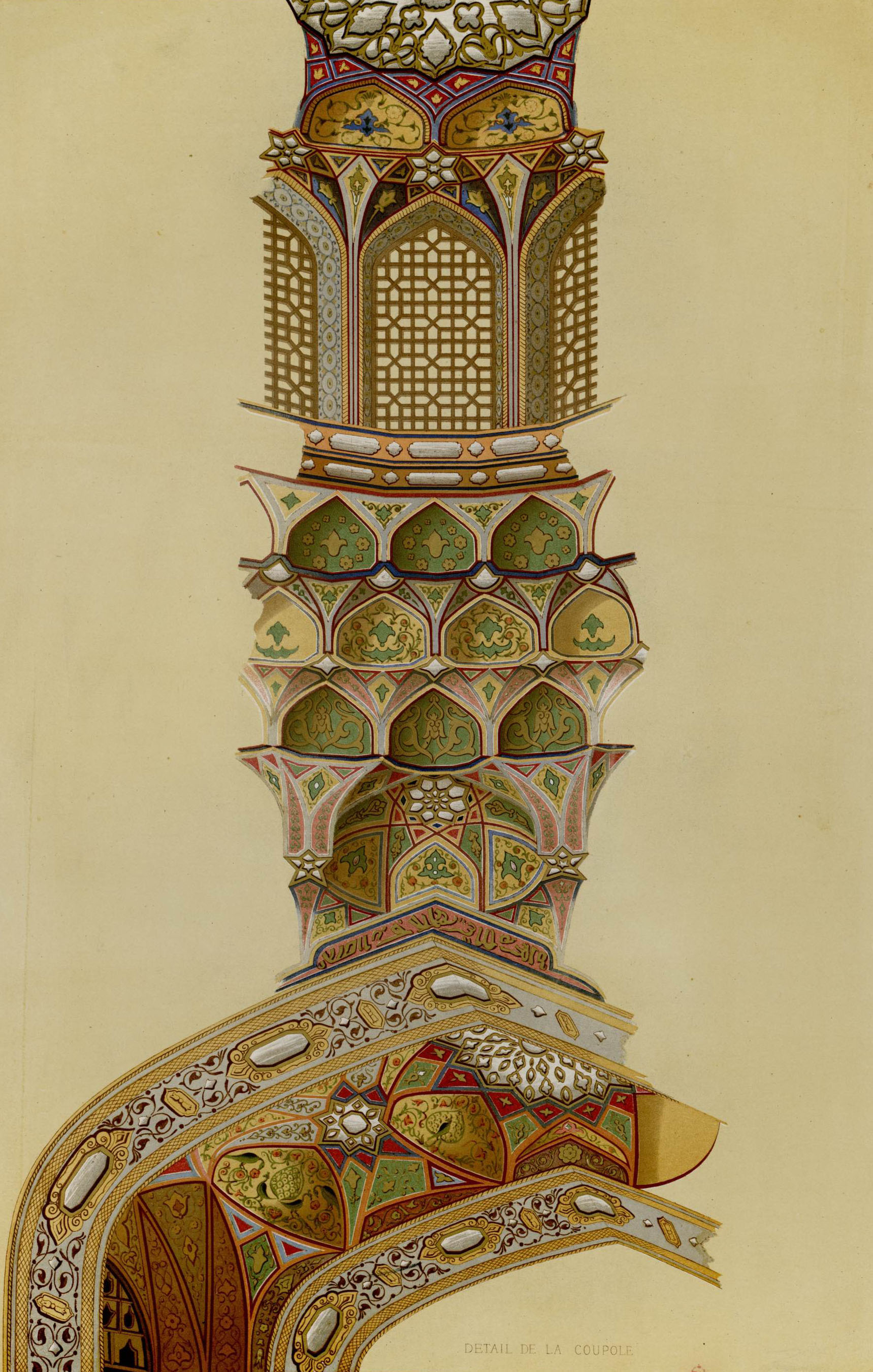
جزئیات داخلی گنبد کاخ هشت‌بهشت
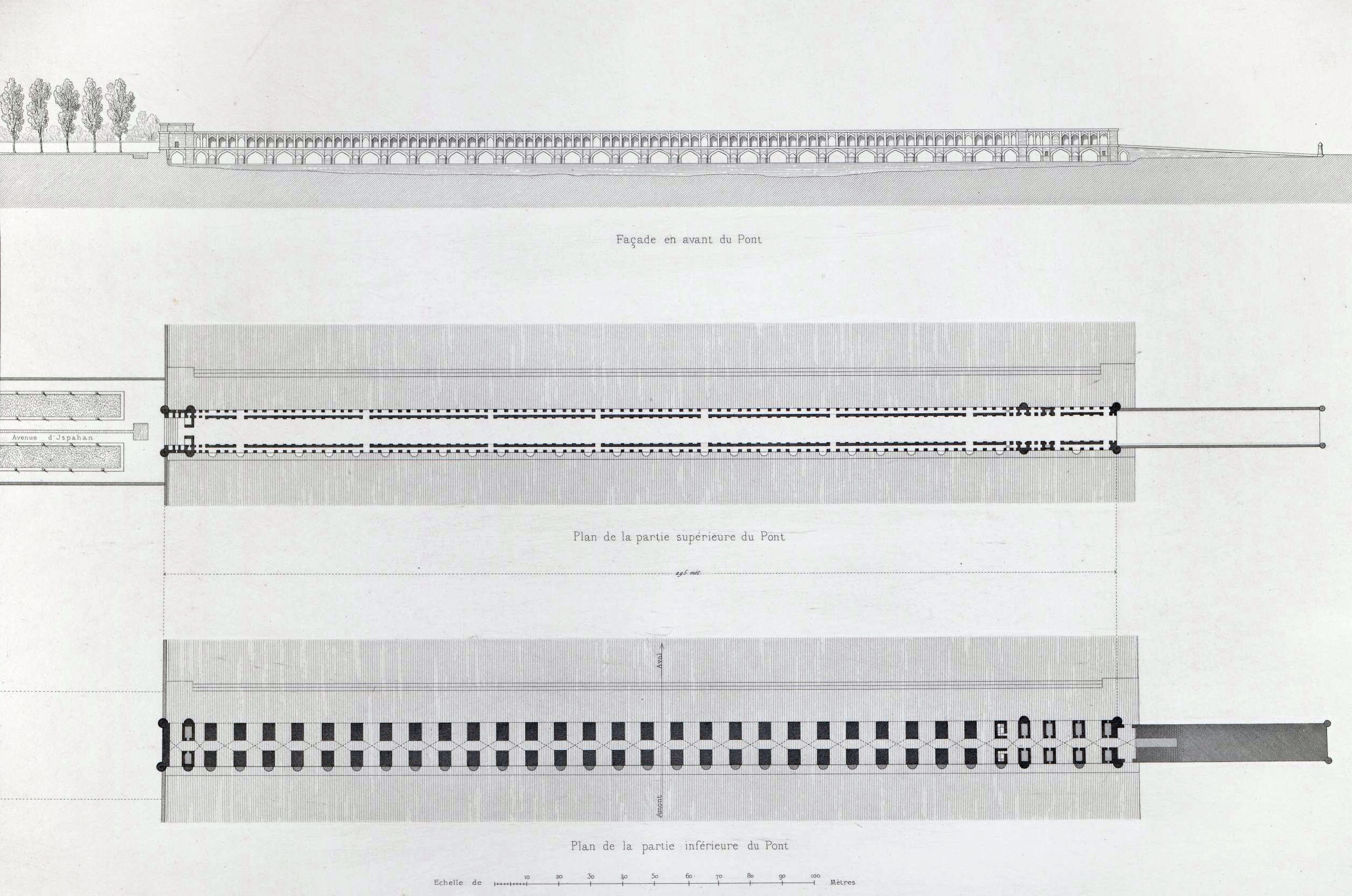
پل الله وردی خان، نقشه‌ها
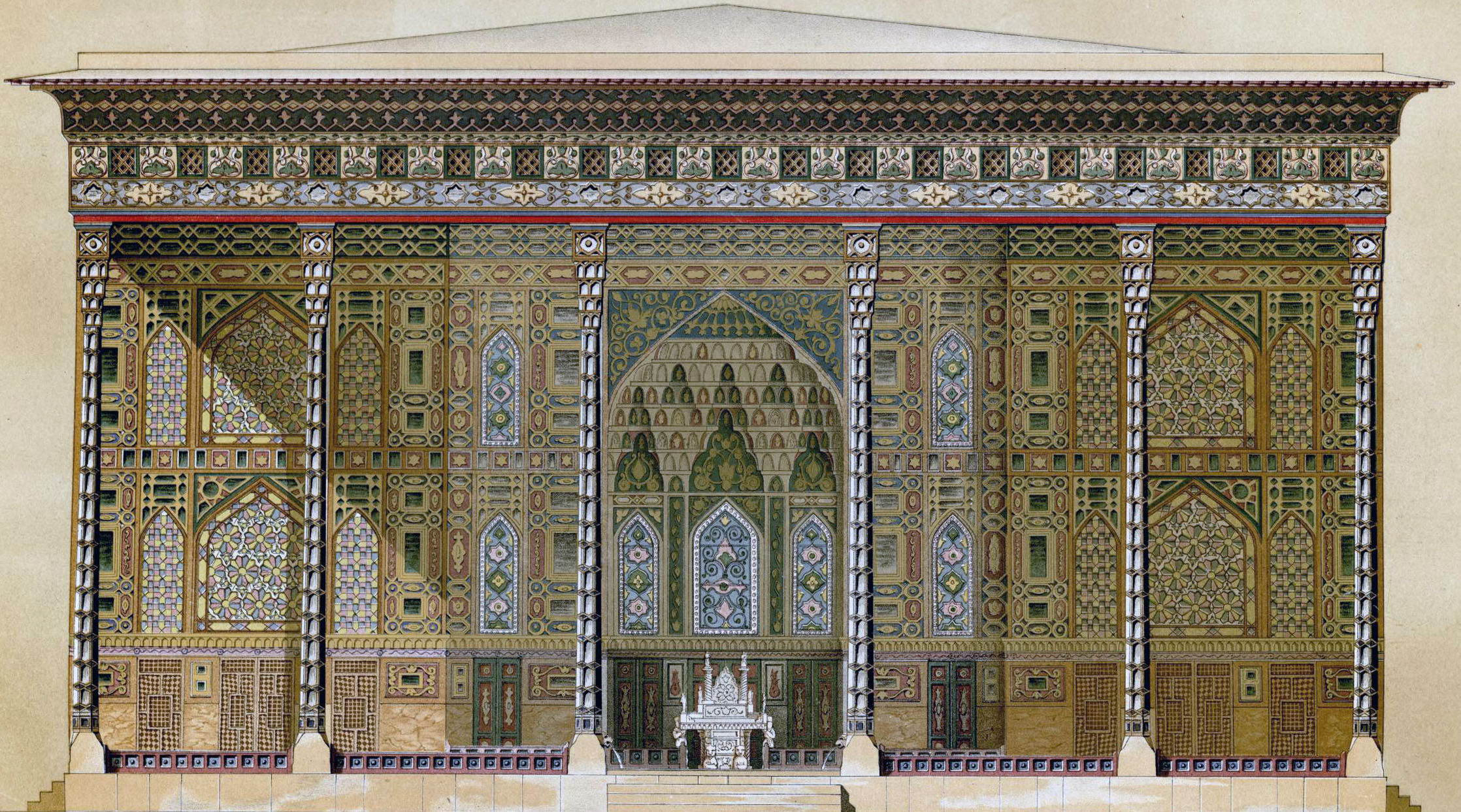
باغ و پاویون چهل ستون، نما
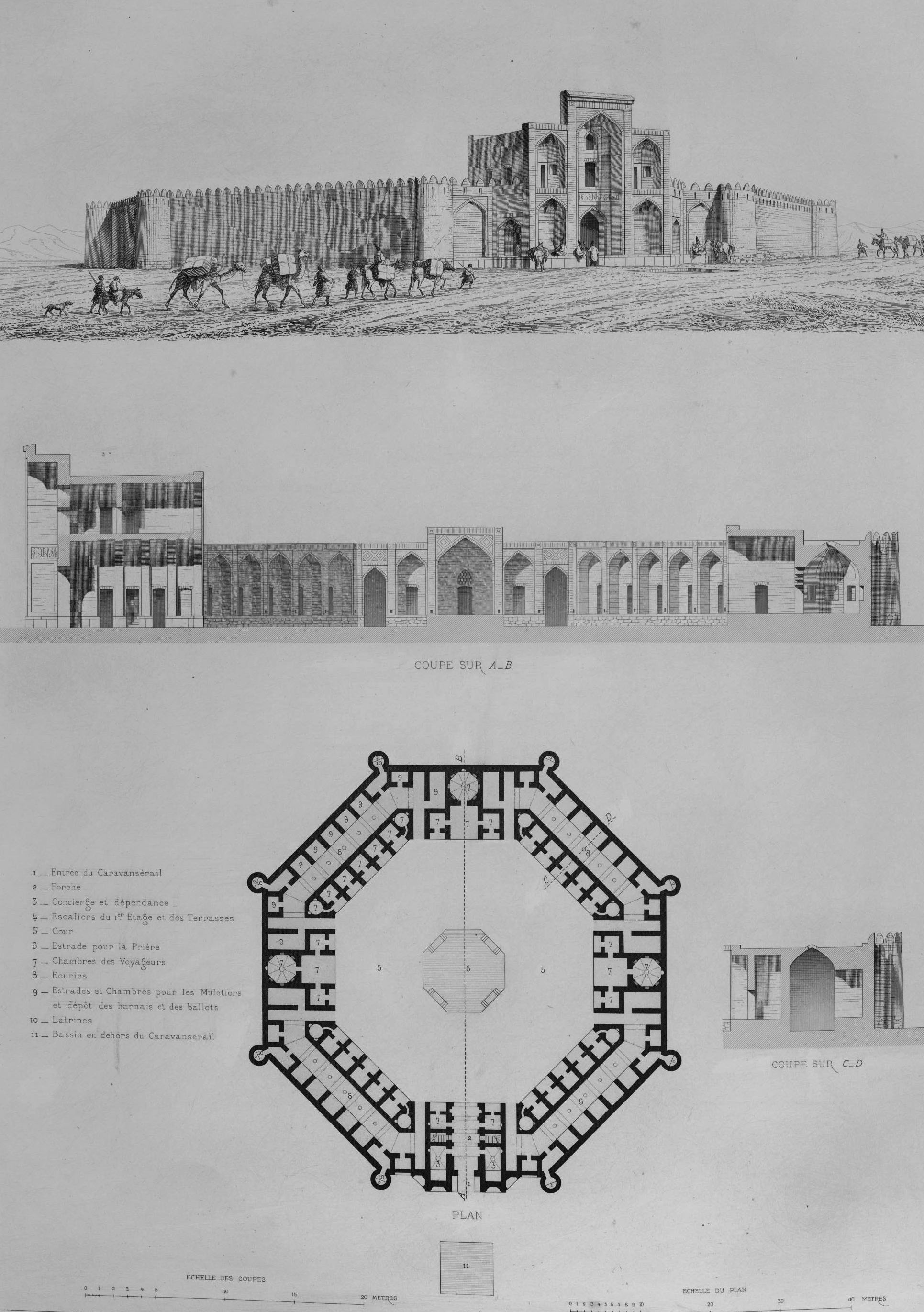
کاروانسرای امین‌آباد در نزدیکی شهرضا
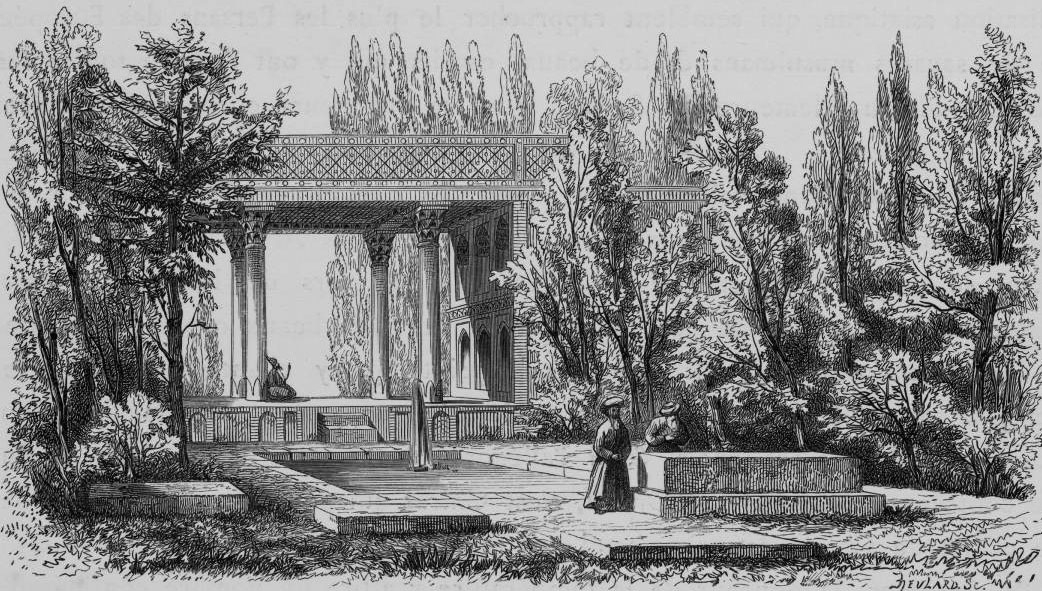
آرامگاه حافظ
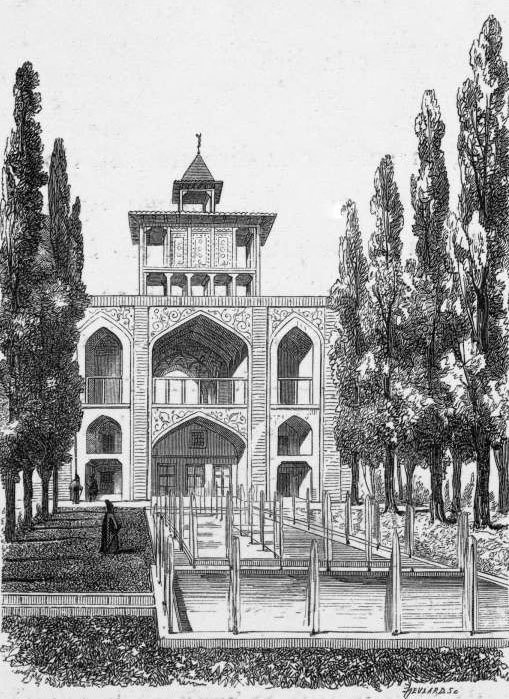
اقامتگاه سلطنتی باغشاه فین